# Aalborg Amtstidende
Aalborg Amtstidende var en dansk lokalavis, der blev udgivet i Aalborg fra 1889 til 1971.
Avisen var i sit udgangspunkt talerør for Viggo Hørups fraktion i Venstre. Den gik frem fra 1894, bl.a. grundet en stærk dækning af det lokale stof. I takt med industrialiseringen blev tilknytningen til landbefolkningen dog et problem. I 1969 indgik man et samarbejde med byens socialdemokratiske avis Ny Tid, hvilket imidlertid ikke bremsede oplagstilbagegangen. I 1971 gik avisen ind.